# Cotesia berberis
Cotesia berberis är en stekelart som först beskrevs av Nixon 1974.  Cotesia berberis ingår i släktet Cotesia och familjen bracksteklar. Inga underarter finns listade i Catalogue of Life.